# 奧萊希采
奧萊希采是波蘭的城鎮，位於該國東南部，由喀爾巴阡山省負責管轄，面積4.98平方公里，鎮上的皇宮在1941年被摧毀，鎮上的天主教教堂建於1809年，2006年人口3,168。
50°10′01″N 23°01′51″E / 50.16694°N 23.03083°E